# Debbie Zipp
Debbie Zipp (* 28. Juni 1952 in Missouri) ist eine US-amerikanische  Schauspielerin und Produzentin.

## Karriere
Zipp absolvierte ein Schauspielstudium an der UCLA, das sie mit dem Master abschloss. Nachdem sie einige Hauptrollen am Theater gespielt hatte, trat sie in diversen Serien als Gaststar auf. Mit der Rolle von Michael Hortons Verlobter bzw. Ehefrau in Mord ist ihr Hobby wurde sie einem breiteren Publikum bekannt. Nach dem Aus der Serie trat sie in über 300 Werbespots auf. Zeitweise betrieb sie gemeinsam mit drei anderen Frauen eine Unterhaltungs-Website für Frauen über 40.

## Privates
Die Schauspielerin ist seit 1975 mit ihrem ehemaligen Serienpartner Michael Horton verheiratet. Das Paar hat zwei Kinder.

## Filmografie
- 1976: The Cheerleaders (Fernsehfilm)
- 1978: The Paper Chase (Fernsehserie, eine Folge)
- 1981: One Day at a Time (Fernsehserie, eine Folge)
- 1982: Ein Colt für alle Fälle (The Fall Guy, Fernsehserie, eine Folge)
- 1983: Psycho-Killer
- 1983: Small & Frye (Fernsehserie, zwei Folgen)
- 1983: Magnum (Magnum, p.i., Fernsehserie, eine Folge)
- 1986: L.A. Law – Staranwälte, Tricks, Prozesse (L.A. Law, Fernsehserie, eine Folge)
- 1987: Wie der Vater, so der Sohn (Like Father Like Son)
- 1987–1990: Mord ist ihr Hobby (Murder, She Wrote, Fernsehserie, fünf Folgen)
- 2005: Malcolm mittendrin (Malcolm in the Middle, Fernsehserie, eine Folge)
- 2005, 2007: Gilmore Girls (Fernsehserie, zwei Folgen)